# Semen Altman
Semen Josypowicz Altman, ukr. Семен Йосипович Альтман, ros. Семён Иосифович Альтман, Siemion Iosifowicz Altman (ur. 21 kwietnia 1946 w Czuhujewie, w obwodzie charkowskim, ZSRR, obecnie Ukraina) – ukraiński piłkarz pochodzenia żydowskiego, grający na pozycji bramkarza, były reprezentant Ukrainy, trener piłkarski.

## Kariera piłkarska

### Kariera klubowa
Wychowanek Szkoły Piłkarskiej Młodzieży w Kijowie. Pierwszy trener Mychajło Korsunski. Rozpoczął karierę piłkarską w trzecioligowej drużynie Kołhospnyk Równe. Oprócz tego bronił bramkę Wołyni Łuck, Czornomorca Odessa, Zwiezdy Tyraspol oraz Łokomotywu Chersoń. W 1975 powrócił do Zwiezdy Tyraspol, w której zakończył karierę piłkarską w wieku 34 lat.

## Kariera trenerska
Po zakończeniu kariery zawodniczej rozpoczął pracę trenerską. Od 1982 trener Czornomorca Odessa. W latach 1989–1991 trenował Dinamo Moskwa, potem wrócił do Czornomorca Odessa. W latach 1994–1996 był na stanowisku selekcjonera olimpijskiej reprezentacji Korei Południowej, a w 2003–2006 na stanowisku asystenta trenera reprezentacji Ukrainy dotarł do 1/4 finału. Trenował też kluby Zimbru Kiszyniów, Metałurh Donieck oraz Ilicziwiec Mariupol. W 2008 próbował ratować od spadku Łucz-Energię Władywostok. Od września 2009 do końca roku konsultował Metałurh Zaporoże. Od 2010 pracuje na stanowisku kierownika Komitetu narodowych reprezentacji Ukrainy oraz pomaga trenować pierwszą reprezentację. 21 kwietnia 2011 roku kiedy Ukraiński Związek Piłki Nożnej wybrał na stanowisko głównego trenera reprezentacji Ołeha Błochina, Altman zgodził się pracować w jego sztabie szkoleniowym. 9 czerwca 2011 pożegnał się z reprezentacją i został przedstawiony jako główny trener Tawrii Symferopol. Po wygaśnięciu kontraktu 31 maja 2012 trener opuścił klub. Po dłuższej przerwie, 19 lipca 2019 został powołany na selekcjonera reprezentacji Mołdawii. 28 października 2019 został zwolniony z zajmowanego stanowiska.

## Nagrody i odznaczenia

### Odznaczenia
- tytuł Mistrza Sportu ZSRR: 1970
- tytuł Zasłużonego Trenera Ukraińskiej SRR: 1989
- Order „Za zasługi” III klasy: 2004[10]
- Order „Za zasługi” II klasy: 2011[11]